# Тит Юлий Максим Манлиан Брокх Сервилиан
Тит Юлий Максим Манлиан Брокх Сервилиан Авл Квадроний Луций Сервилий Ватия Кассий (лат. Titus Iulius Maximus Manlianus Brocchus Servilianus Aulus Quadronius Lucius Servilius Vatia Cassius) — римский политический деятель конца I века.
Брокх происходил из Нарбонской Галлии. Около 85 года он входил в состав коллегии квиндецемвиров для судебных разбирательств. Затем он был военным трибуном V Македонского легиона. В 88/89 году Манлиан получил наградное копьё. 
Также он занимал должности квестора Бетики, эдила, претора, судебного легата Тарраконской Испании, легата I Вспомогательного легиона. В 106 году Брокх находился на посту легата IV Флавиева легиона. В 110 году он был наместником Нижней Паннонии. В 112 году Сервилан стал консулом-суффектом.